# Pandanus cordatus
Pandanus cordatus är en enhjärtbladig växtart som beskrevs av Harold St.John. Pandanus cordatus ingår i släktet Pandanus och familjen Pandanaceae.
Artens utbredningsområde är Queensland. Inga underarter finns listade.